# Astrid Villaume
Astrid Villaume, gift von Staffeldt, född 3 november 1923 i Aalestrup, död 12 februari 1995, var en dansk skådespelare.

## Filmografi (urval)
- 1951 – 24 timmar
- 1953 – Kärlekskarusell
- 1955 – Amor i fara
- 1963 – Et døgn uden løgn
- 1966 – Gift
- 1966 – Det var en gång ett krig
- 1969 – Den ståndaktige soldaten
- 1969 – Fem på nya äventyr
- 1973 – Achilleshælen er mit våben
- 1979 – Verden er fuld af børn
- 1987 – Pelle Erövraren
- 1989 – Lad isbjørnene danse